# Nina Kennedy
Nina Kennedy   (Perth, 5 d'abril de 1997) és una atleta australiana que ostenta el rècord nacional de salt de perxa. Va guanyar la medalla d'or als Jocs de la Commonwealth de 2022, als Campionat del Món d'atletisme de 2023 i als Jocs Olímpics d'estiu de 2024,

## Primers anys
Kennedy va néixer a Busselton, a tres hores al sud de Perth, ciutat on la seva família es va traslladar i on va completar l'escola primària. Va assistir a l'escola secundària a PLC Perth. Quan tenia 11 anys es va unir al seu primer club, Perry Lakes Little Athletics. Allà va començar a fer salt amb perxa un any més tard, després que un entrenador de salt amb perxa identifiqués el seu talent en una reunió d'atletisme. L'any 2012, amb 14 anys, va ocupar el segon lloc al campionat australià de salt amb perxa amb una millor marca personal de 4,10 m. Un any més tard, va marcar un millor de 4,31 m i va quedar cinquena al Campionat del Món Juvenil (U18) de la IAAF. Als Júniors del Món de la IAAF de 2014, va saltar una marca personal de 4,40 m, va acabar quarta.

## Carrera
El febrer de 2015 a Perth, Kennedy va fer unes marques de 4,43 m, 4,50 m i 4,59 m, que va suposar un rècord mundial juvenil. Gràcies a això, es va classificar per als Campionat del Món d'atletisme de 2015 a Pequín, però no va aconseguir superar l'alçada mínima a la ronda de classificació.
El 2018, va pujar la seva millor marca personal a 4,60 m, i una setmana més tard va arribar al Top-3 d'australians de tots els temps, amb un salt de 4,71 m. Als Campionats Nacionals va saltar un 4,60 m i va derrotar a la medallista de bronze olímpica de Nova Zelanda Eliza McCartney.
Als Jocs de la Commonwealth, celebrats a Gold Coast el 2018, va guanyar el bronze. A principis del 2020, va superar la seva segona millor alçada de 4,61 m i va ser constant amb vuit competicions consecutives a 4,70 m o més.
Als Jocs Olímpics d'estiu de 2020 a Tòquio, Kennedy va saltar tot i estar lesionada, amb una distància de 4,40 m que va col·locar-se en 12è lloc en la seva eliminatòria. Va elevar el rècord australià a 4,82 m al Sydney Track Classic de 2021.
Al Campionat del Món d'Atletisme de 2022, va guanyar el bronze amb una distància de 4,80 m. Amb aquesta marca, va aconseguir el salt més alt d'un australià en un Campionat del Món d'Atletisme, superant la marca d'Alana Boyd de 4,60 m aconseguida als Mundials de Pequín 2015. El mes següent, als Jocs de la Commonwealth de 2022, va guanyar l'or amb una alçada de 4,60 m.
Als Campionats del Món d'Atletisme de 2023, va guanyar l'or amb una distància de 4,90 m, que va compartir amb l'atleta nord-americana Katie Moon.
El 7 d'agost de 2024, va aconseguir la medalla d'or als Jocs Olímpics d'Estiu de 2024 a París en realitzar un salt de 4,90 metres.

### Competicions internacionals
| Any  | Competició                                     | Lloc                   | Posició | Marca  |
| ---- | ---------------------------------------------- | ---------------------- | ------- | ------ |
| 2013 | Campionat Mundial Junior d'Atletisme           | Donetsk, Ucraina       | 5a      | 4.05 m |
| 2014 | Campionat Mundial Junior d'Atletisme           | Eugene, Estats Units   | 4a      | 4.40 m |
| 2018 | Jocs de la Commonwealth                        | Gold Coast, Austràlia  | 3a      | 4.60 m |
| 2018 | Campionat del Món d'atletisme en pista coberta | Birmingham, Regne Unit | 8a      | 4.60 m |
| 2021 | Jocs Olímpics                                  | Tòquio, Japó           | 22a     | 4.40 m |
| 2022 | Campionat del Món d'atletisme                  | Eugene, Estats Units   | 3a      | 4.80 m |
| 2022 | Jocs de la Commonwealth                        | Birmingham, Regne Unit | 1a      | 4.60 m |
| 2023 | Campionat del Món d'atletisme                  | Budapest, Hungria      | 1a      | 4.90 m |
| 2024 | Jocs Olímpics                                  | París, França          | 1a      | 4.90 m |